# Mareille Klein
Mareille Klein (* 1979 in Köln) ist eine deutsche Regisseurin und Drehbuchautorin.

## Leben und Werk
Die in Köln aufgewachsene Klein arbeitete von 2001 bis 2004 als Autorin und Journalistin in Berlin. In diesen Jahren realisierte sie für die ARD die beiden dokumentarischen Beiträge Tod vor der Geburt (2002) und Liebe tut weh (2004). Parallel studierte sie an der Freien Universität Berlin Soziologie und Ethnologie. 
2004 begann sie ihr Studium im Fach Dokumentarfilm / Regie an der Hochschule für Fernsehen und Film München. Während dieser Zeit entstand unter anderem der 45-minütige Dokumentarfilm Der Cousin, der seine Premiere 2008 beim Deutschen Wettbewerb des DOK Leipzig feierte. Um den Dokumentarfilm Auf Teufel komm raus zu realisieren, unterbrach Klein von 2009 bis 2011 ihr Studium. Sie kehrte 2012 zurück an die Filmhochschule. Dort schrieb sie Drehbücher und setzte ihren ersten Spielfilm um, den 20-minütigen Kurzfilm Gruppenfoto.
Im Jahr 2016 hatte ihr Spielfilm Dinky Sinky Premiere auf dem Filmfest München. Der Film wurde zweimal ausgezeichnet: mit dem Förderpreis Neues Deutsches Kino in der Kategorie Drehbuch sowie mit dem FIPRESCI-Preis des Internationalen Verbands der Filmkritik.

## Filmografie
- 2008: Die Weltenbummler, zusammen mit Daniel Vogelmann, HFF München
- 2008: Der Cousin, zusammen mit Julie Kreuzer, HFF München
- 2010: Auf Teufel komm raus[3], zusammen mit Julie Kreuzer, Kokon Film, Klein & Kreuzer GbR
- 2012: Gruppenfoto[4]
- 2016: Dinky Sinky,  Lüthje Schneider Hörl Film und Nordpolaris
- 2020: Da kommt noch was

## Auszeichnungen
- 2013: Max Ophüls Preis für Gruppenfoto in der Kategorie Bester Kurzfilm[5]
- 2016: Förderpreis Neues Deutsches Kino für Dinky Sinky in der Kategorie Bestes Drehbuch[6]
- 2016: FIPRESCI-Preis für Dinky Sinky[7]